# 日向夏

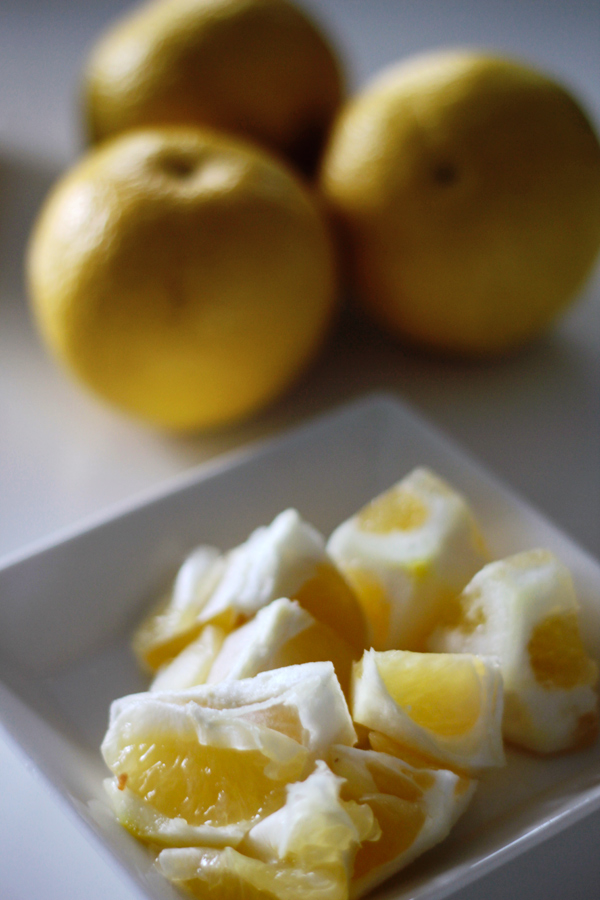

日向夏（片假名: ヒュウガナツ，学名：Citrus tamurana），是一種日本原產的芸香科柑橘属常绿灌木植物，其果實可供食用。

## 概述
日向夏的原産地在宮崎縣，是1820年宮崎市真方安太郎的宅邸偶然發現之天然芽變柑橘；日向夏被認為是源自於香橙的變種（日文雖稱香橙為ユズ即「柚子」，然實際上香橙與中文裡被稱為柚子者並非同一種水果），目前通過遺傳分析認定橘柑是日向夏的「花粉親」，然日向夏的「種子親」究竟為何仍有所不明。
剛發現時，日向夏的果實具有很強的酸味，未能供生食之用，其後經不斷改良已廣為市場接受。目前除宮崎縣以外，日向夏在例如高知縣、愛媛縣、熊本縣、靜岡縣伊豆半島、神奈川縣西部已均有種植；而在宮崎縣以外之地區，日向夏經常會以小夏（こなつ）、佐小夏（とさこなつ）等別稱出現在市場上。

## 命名相關
其名字中的「日向」來自日向國，為日本古代令制國之一，其範圍大致等同今日的宮崎縣。

## 食用
日向夏因其生長地位處氣候類型為亞熱帶氣候的九州地區而得以茁壯生長；其果實呈圓形至稍長橢圓形，其成熟者外皮顯淡黃，內裡飽含具有甜味之果汁，其中亦有果籽在核心之處。 
與其他柑橘類水果不同，日向夏的白色內皮具有蓬鬆的質地，沒有苦味或澀味，因此食用時僅剝去黃色外皮即可直接食用。

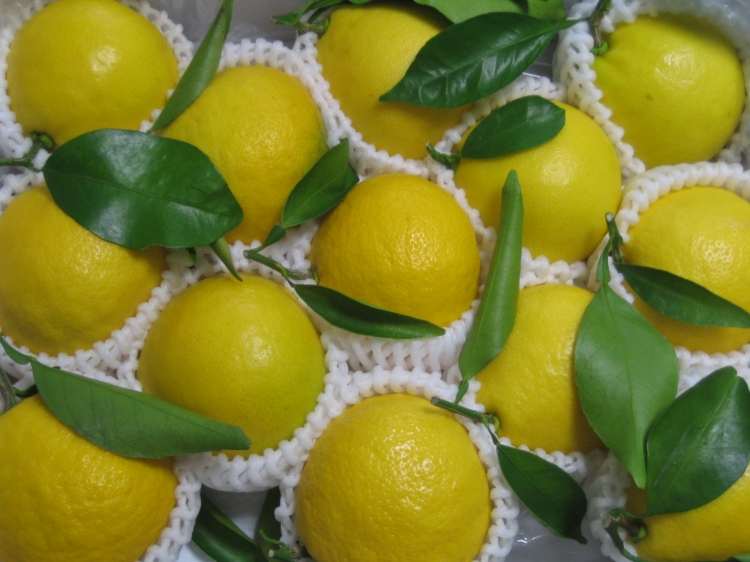
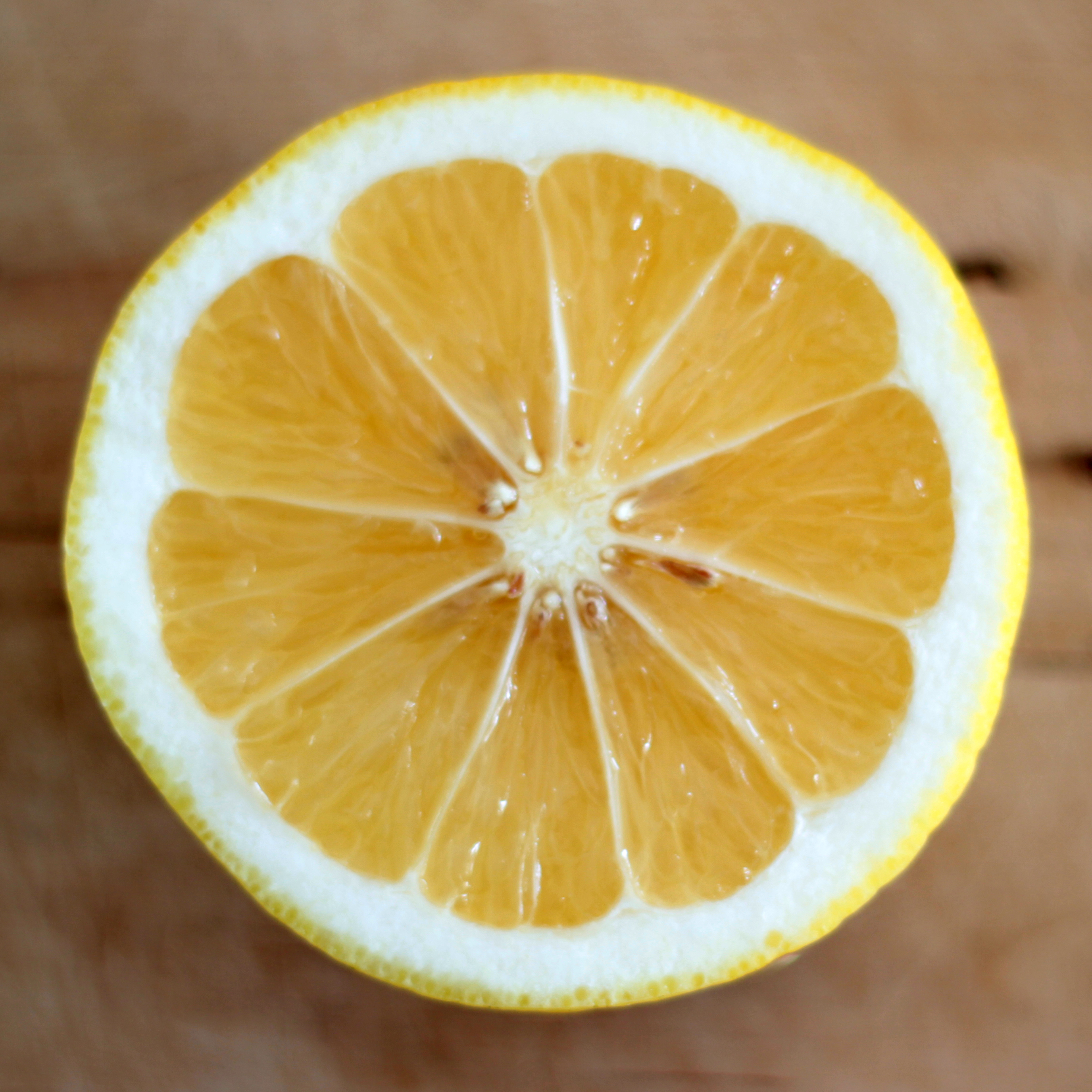
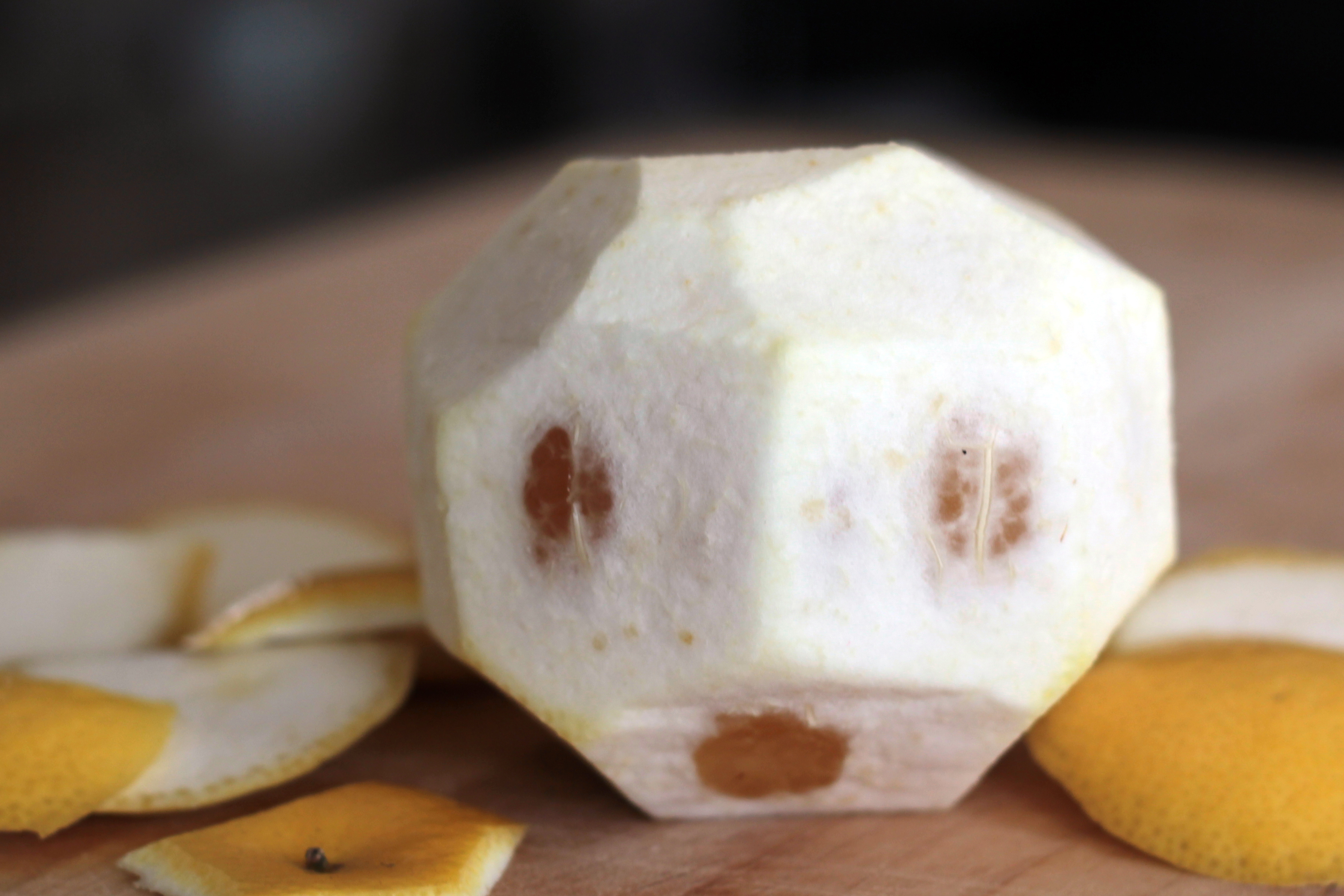
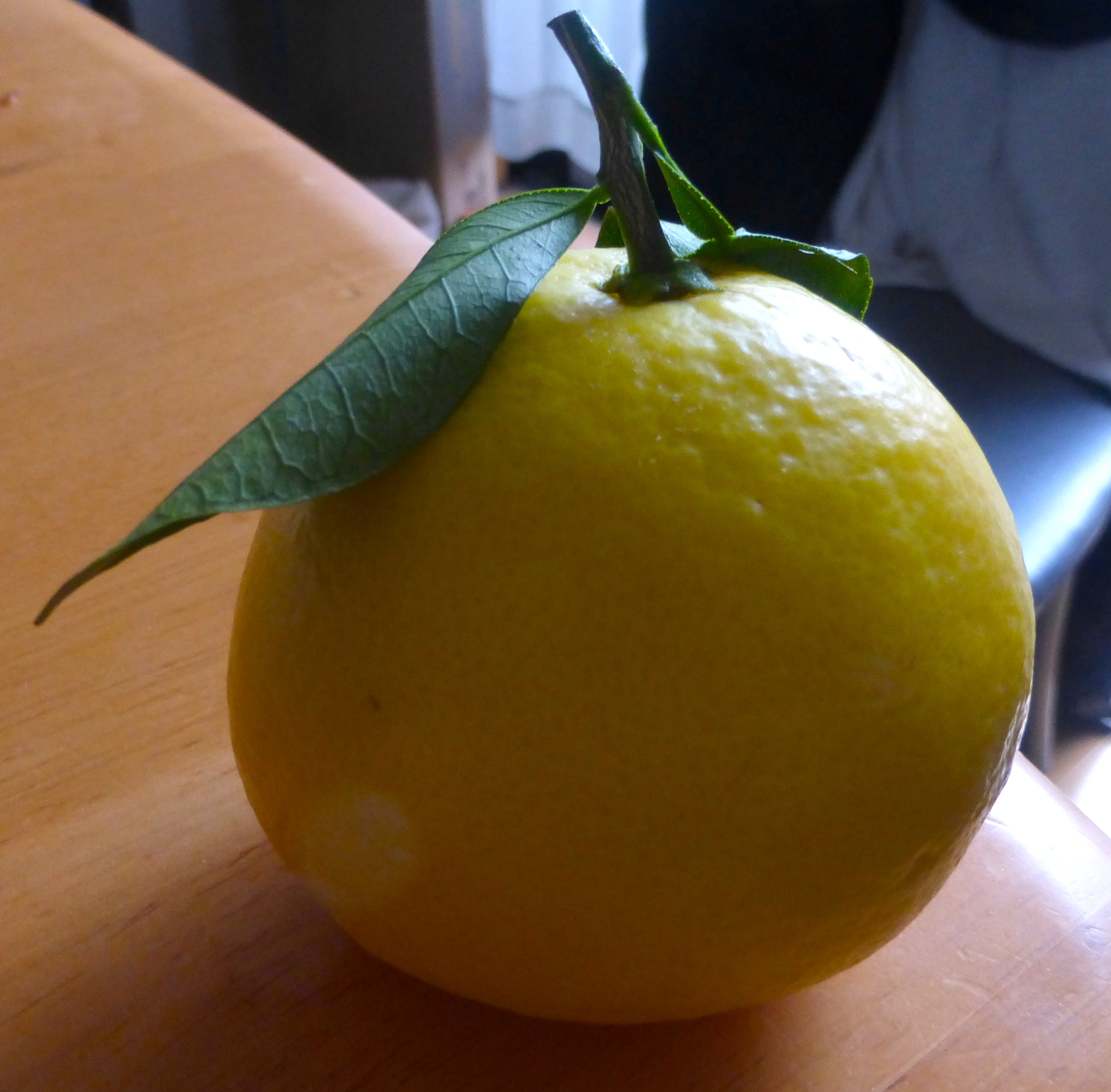